# Borrelnootje

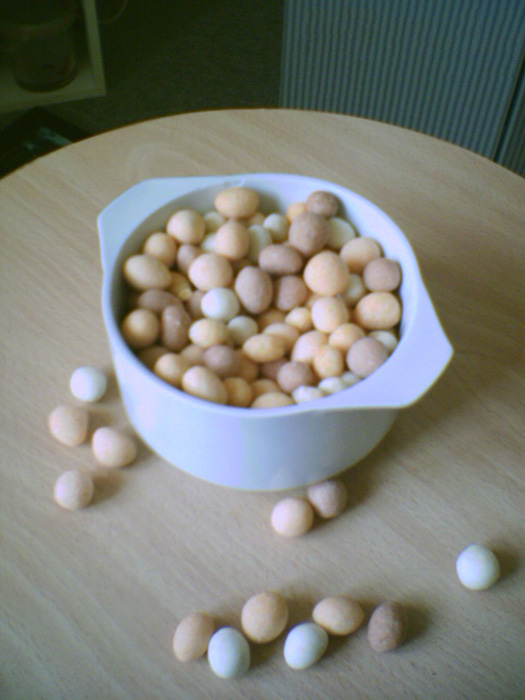
Cocktailnootjes

Een borrelnootje (ook wel cocktail-, knabbel- of partynootje) is een nootje, meestal een pinda, met een krokant laagje eromheen, meestal met een kruidensmaak.

## Herkomst
Het bedrijf Go & Zoon (wat later "Go-Tan" zou gaan heten) maakte in de jaren 1950 pinda's met een krokant jasje. Dat brachten zij op de markt als "Katjang Shanghai". Dit familiebedrijf had de nootjes vanuit Indonesië geïntroduceerd waar nog altijd Katjang Pedis worden gegeten – pinda's met een pittig kruidenjasje. De nootjes werden door bedrijven als Calvé en Duyvis geïmiteerd. Calvé betaalde octrooirechten voor het idee van de massaproductie aan Go-Tan, Duyvis vond het wiel zelf uit.
De term "borrelnootje" werd in 1961 al gebruikt voor de macadamianoot.
Als merknaam werd Borrelnootje rond 1970 vervolgens geïntroduceerd door Calvé. In 1996 verkocht Calvé de naam en het recept aan zoutjesfabrikant Duyvis. Sindsdien mag alleen Duyvis deze nootjes onder de naam "borrelnootjes" verkopen. Door een reclamecampagne die direct daarna van start ging, waarin acteur Gerard Cox langs de deuren ging als notenverkoper, werden Duyvis en borrelnoten onlosmakelijk aan elkaar verbonden.

## Bereiding
Het laagje rond het borrelnootje bestaat voor een aanzienlijk deel uit zetmeel. Afhankelijk van het type noot zit de noot vaak los van het omringende laagje. Dit hangt samen met het bereidingsproces van de borrelnoot. Mogelijk treedt het verschijnsel op doordat het deegwaar om het nootje heen rijst, of dat het vocht in het deegwaar verdampt en daardoor in volume afneemt.

## Variaties
De borrelnoot is er in meerdere variaties. Een paar voorbeelden:
- Het eenvoudigste borrelnootje heeft een wit laagje, waar vooral veel knoflook in zit. Oorspronkelijk werd dit eerste type sjanghainootje genoemd. De latere borrel- en knabbelnoten zijn kleur- en smaakvariaties hierop.
- Het tijgernootje is een borrelnoot waarvan het krokante laagje meerdere kleuren heeft. Deze variatie is ontwikkeld halverwege de jaren negentig van de twintigste eeuw.
- Het Japanse borrelnootje is een nootje met een gladde, harde laag dat zich in Japanse mix bevindt. Deze is wat zoet van smaak.
- Het Orientaalse borrelnootje met kerrie, komijn, ui, knoflook en koriander.

Daarnaast zijn er in het begin van de eenentwintigste eeuw verpakkingen te koop met gemengde borrelnootjes in diverse smaken en kleuren. Deze verpakkingen hebben fantasienamen zoals "Cocktailnoten".

## Voedingswaarde
Een gemiddeld borrelnootje heeft de volgende voedingswaarden per 100 gram:
- 2210 kilojoule
- 14 gram eiwit
- 44 gram koolhydraten, waarvan 5 gram suikers
- 33 gram vet waarvan 8,5 gram verzadigd vet
- 3,5 gram voedingsvezels
- 1,7 gram zout